# Liste der Bodendenkmäler in Kirchdorf (bei Haag in Oberbayern)
Auf dieser Seite sind die Bodendenkmäler in der oberbayerischen Gemeinde Kirchdorf zusammengestellt. Diese Tabelle ist eine Teilliste der Liste der Bodendenkmäler in Bayern. Grundlage ist die Bayerische Denkmalliste, die auf Basis des Bayerischen Denkmalschutzgesetzes vom 1. Oktober 1973 erstmals erstellt wurde und seither durch das Bayerische Landesamt für Denkmalpflege geführt wird. Die folgenden Angaben ersetzen nicht die rechtsverbindliche Auskunft der Denkmalschutzbehörde.

## Bodendenkmäler in Kirchdorf
| Lage                            | Objekt | Akten-Nr.     | Bild           |
| ------------------------------- | --- | ------------- | -------------- |
| Hacklthaler Straße 2 (Standort) | Untertägige mittelalterliche und frühneuzeitliche Befunde im Bereich der katholischen Pfarrkirche Mariä Himmelfahrt in Kirchdorf und ihrer Vorgängerbauten sowie der abgegangenen Friedhofskapelle St. Michael. | D-1-7839-0023 | weitere Bilder |
| (Standort)                      | Untertägige spätmittelalterliche und frühneuzeitliche Befunde im Bereich der katholischen Filialkirche St. Johannes und Paulus in Berg und ihres Vorgängerbaus.                                                 | D-1-7839-0086 |                |
| (Standort)                      | Abgegangene Filialkirche des späten Mittelalters oder der frühen Neuzeit (St. Peter und Paul in Hof). | D-1-7839-0127 |                |